# Yokosuka K5Y
El Yokosuka K5Y fue un avión biplano, de dos plazas, destinado principalmente al entrenamiento, sirvió en la Armada Imperial Japonesa. Era apodado "aka-tombo" o libélula roja (tipo de insecto común en Japón), debido a su color naranjado brillante (aplicado a todos los aviones de entrenamiento japoneses para mayor visibilidad).

## Diseño y desarrollo

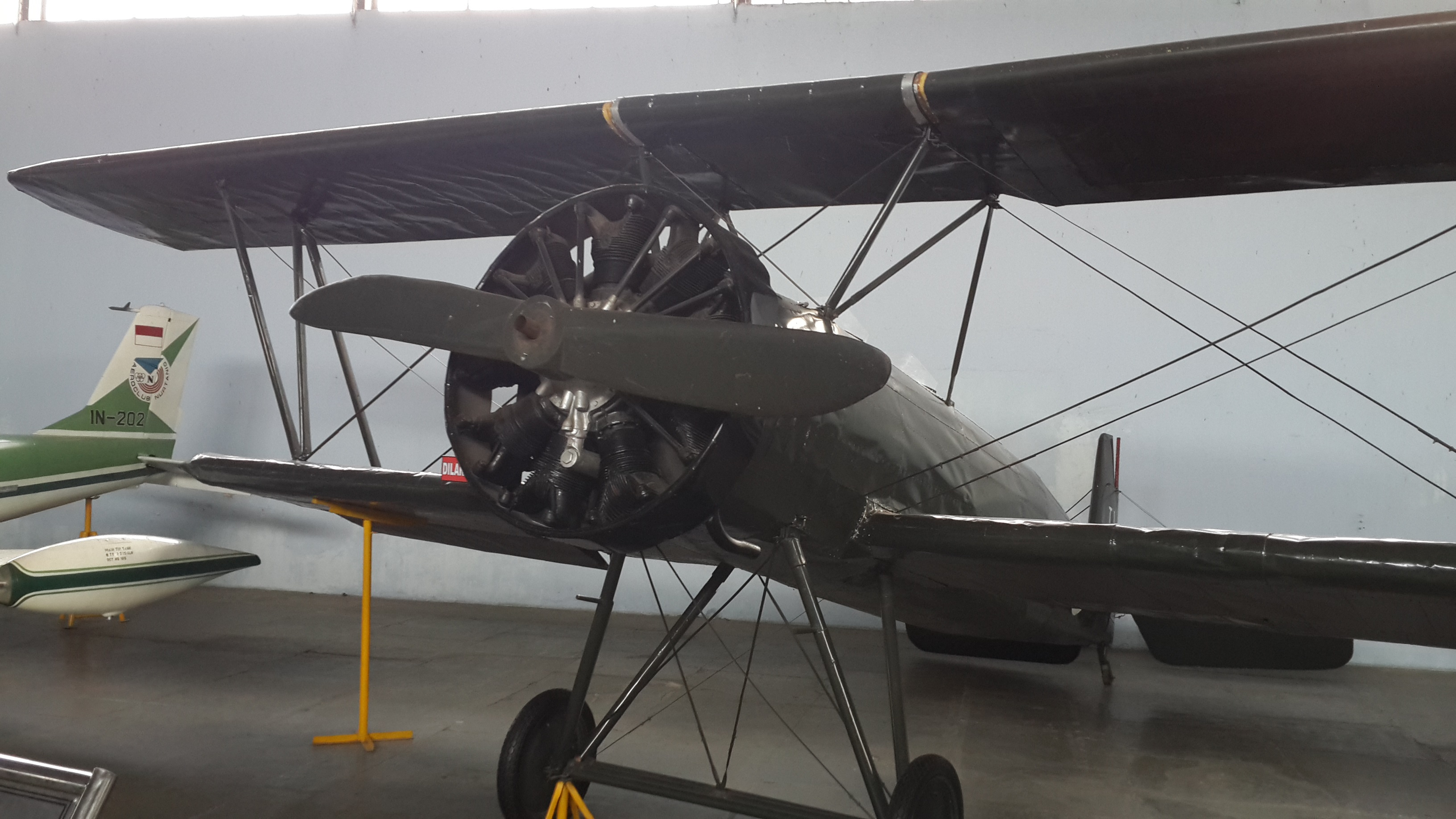
Despite its origins as a trainer, the K5Y found operational use into the war, where it was phased out in favor of more capable aircraft as the war progressed. By the late stages of World War II, the K5Y was mostly relegated to secondary roles. Cementario Celestin Dor

En el año 1932 la Armada Imperial Japonesa encargó a la casa Kawanishi el desarrollo de un avión de entrenamiento para sustituir a los modelos precedentes, el cual sería desarrollado y construido junto con los técnicos del Arsenal Técnico Aeronaval de Yokosuka. Su diseño se basó en el Kawanishi Tipo 91, que mostraba problemas de estabilidad. 
En 1934 entró en servicio el primer modelo, el Yokosuka K5Y1 con tren de aterrizaje fijo. este modelo se mantuvo en uso hasta el final de la Segunda Guerra Mundial. También se produjeron versiones tipo hidroavión con las designaciones Yokosuka K5Y2 y Yokosuka K5Y3. 
Después de producir 60 aeronaves, la producción fue continuada por varios fabricantes entre ellos Watanabe (556 aviones construidos), Mitsubishi (60), Hitachi (1393), Arsenal técnico aeronaval de Yokosuka(75), Nakajima (24), Nippon (2733), y Fuji (896), produciendo entre todos un total de 5.770 aeronaves.
Fue la principal aeronave de entrenamiento para los pilotos de la Armada Imperial Japonesa, así como aviones de entrenamiento intermedio por su capacidad de realizar maniobras acrobáticas complicadas y exigentes.
Se diseñaron otras dos variantes con base en tierra, denominadas K5Y4 con motor Amakaze 21A de 358 kW (480 CV) y K5Y5 con motor Amakaze 15 de 384 kW (515 CV). Sin embargo nunca se construyeron.

## Variantes
K5Y1

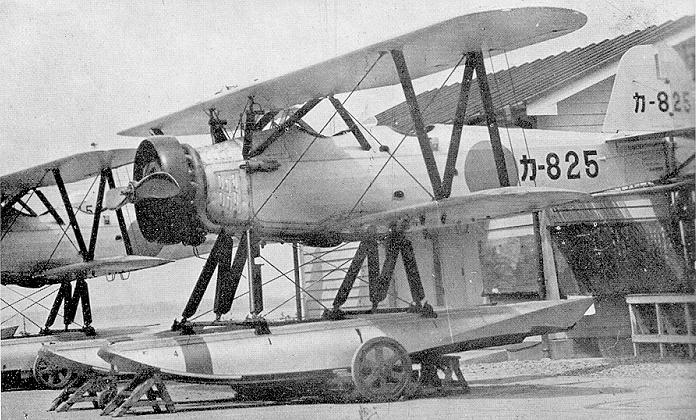
Un Yokosuka K5Y2.

- Entrenador biplaza para la Armada Imperial Japonesa.

K5Y2
- Versión hidroavión, propulsada por un motor Amakaze 11.

K5Y3
- Hidroavión, propulsado por un motor Amakaze 21 de 384 kW (515 hp).

K5Y4
- Proyecto de versión con base en tierra, propulsada por un motor Amakaze 21A de 358 kW (480 hp). Nunca se construyó.

K5Y5
- Proyecto de versión con base en tierra, propulsada por un motor Amakaze 15 de 384 kW (515 hp). Nunca se construyó.

## Usuarios
Japón
- Servicio Aéreo de la Armada Imperial Japonesa

### Posguerra

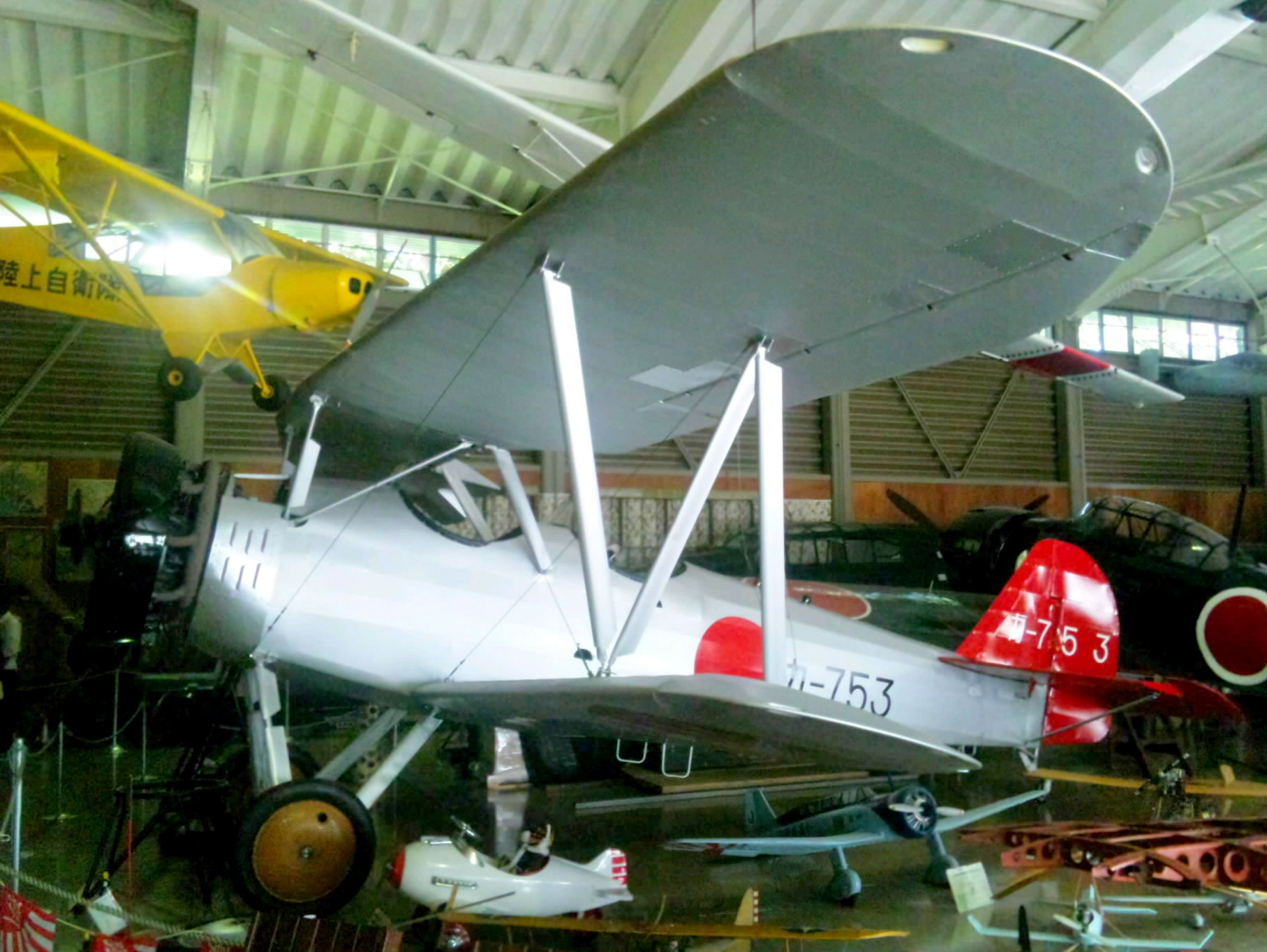
Réplica de un Yokosuka K5Y en el Museo de vehículos Kawaguchiko, Prefectura de Yamanashi, Japón.

- La Fuerza de Seguridad Popular (el precursor de la Fuerza Aérea del Ejército Nacional de Indonesia) operó aviones abandonados por los japoneses contra las fuerzas coloniales neerlandesas. El 29 de julio de 1947, los indonesios emplearon dos Yokosuka K5Y (llamados "Cureng/Churen" por los guerrilleros) y un Mitsubishi Ki-51 ("Guntei Bomber") desde la Base aérea de Maguwo, Yogyakarta, para bombardear posiciones estratégicas neerlandesas en Ambarawa, Salatiga y Semarang. En el plan original de la operación también figuraba un Nakajima Ki-43 "Hayabusa", pero no pudo participar en esta debido a problemas técnicos. Este avión se encuentra expuesto en Yakarta.

## Especificaciones (K5Y1)
Referencia datos: Japanese Aircraft of the Pacific War

### Características generales
- Tripulación: 2 (piloto y artillero)
- Longitud: 8,05 m
- Envergadura: 11 m
- Altura: 3,20 m
- Superficie alar: 27,7 m²
- Peso vacío: 1000 kg
- Planta motriz: 1× Hitachi Amakaze 11, radial de 9 cilindros.
  - Potencia: 300 cv (224 kW)
- Ascenso a 3.000 m: 13 minutos y 32 segundos

### Rendimiento
- Velocidad máxima operativa (Vno): 212 km/h
- Velocidad crucero (Vc): 138 km/h
- Alcance: 1.019 km
- Techo de vuelo: 5.700 m

### Armamento
- Ametralladoras:  una Tipo 97 sincronizada y una Tipo 92 montada sobre afuste flexible
- Bombas: hasta 100 kg de bombas en soportes subalares